# Mitostoma olgae
Mitostoma olgae is een hooiwagen uit de familie aardhooiwagens (Nemastomatidae).